# Berlin-Lichtenberg vasútállomás
Berlin-Lichtenberg vasútállomás Németországban, Berlin Lichtenberg kerületében. A német vasútállomás-kategóriák közül a második csoportba tartozik. 1881-ben nyílt meg.

## Vasútvonalak
Az állomást az alábbi vasútvonalak érintik:
- Ostbahn
- Wriezener Bahn
- Berlin Frankfurter Allee–Berlin-Rummelsburg-vasútvonal

## Forgalom

### Regionális
| Járat                 | Útvonal | Gyakoriság   | Operátor                             |
| --------------------- | --- | ------------ | ------------------------------------ |
| IRE                   | Kulturzug Berlin-Lichtenberg – Forst – Żary – Żagań – Legnica – Wrocław | egy vonatpár | DB Regio Nordost Koleje Dolnośląskie |
| RB 12                 | Berlin Ostkreuz – Berlin-Lichtenberg – Berlin-Hohenschönhausen – Oranienburg – Sachsenhausen – Nassenheide – Grüneberg – Löwenberg – Zehdenick – Vogelsang – Hammelspring – Templin – Templin Stadt                                | óránként     | Niederbarnimer Eisenbahn             |
| RB 24                 | Schönefeld (bei Berlin) – Berlin-Schöneweide – Berlin Ostkreuz – Berlin-Lichtenberg – Berlin-Hohenschönhausen – Bernau – Rüdnitz – Biesenthal – Melchow – Eberswalde                                                               | óránként     | DB Regio Nordost                     |
| RB 25                 | Berlin Ostkreuz – Berlin-Lichtenberg – Ahrensfelde – Ahrensfelde Friedhof – Ahrensfelde Nord – Blumberg-Rehhahn – Blumberg – Seefeld – Werneuchen                                                                                  | óránként     | Niederbarnimer Eisenbahn             |
| RB 26                 | Berlin Ostkreuz – Berlin-Lichtenberg – Berlin-Mahlsdorf – Strausberg – Strausberg – Herrensee – Rehfelde – Müncheberg – Obersdorf – Trebnitz – Alt Rosenthal – Seelow-Gusow – Werbig – Golzow – Gorgast – Küstrin-Kietz – Kostrzyn | óránként     | Niederbarnimer Eisenbahn             |
| RB 32                 | Schönefeld (bei Berlin) – Berlin-Schöneweide – Berlin Ostkreuz – Berlin-Lichtenberg – Berlin-Hohenschönhausen – Oranienburg | óránként     | DB Regio Nordost                     |
| RB 54                 | Berlin-Lichtenberg – Berlin Gesundbrunnen – Oranienburg – Löwenberg – Herzberg – Lindow – Rheinsberg | egy vonatpár | Niederbarnimer Eisenbahn             |
| RB 91                 | Berlin-Lichtenberg – Frankfurt – Rzepin – Zielona Góra | egy vonatpár | Przewozy Regionalne                  |
| 2023. december 10-től | |              |                                      |

### Távolsági
| Járat            | Útvonal |
| ---------------- | --- |
| EN 452/453       | Moszkva – Smolensk – Orscha – Minsk – Brest (BY) – Terespol – Warschau – Poznan – Frankfurt (Oder) – Berlin-Lichtenberg – Berlin Hauptbahnhof (tief) – Erfurt – Frankfurt (Main) Süd – Karlsruhe – Straßburg – Paris |
| FLX 10 Flixtrain | Berlin-Lichtenberg – Berlin Ostkreuz – Berlin Ostbahnhof – Berlin Hbf – Berlin Zoologischer Garten – Wolfsburg Hbf – Lehrte – Hannover Messe/Laatzen – Göttingen – Kassel-Wilhelmshöhe – Fulda – Hanau Hbf – Frankfurt (Main) Süd – Darmstadt Hbf – Weinheim (Bergstraße) – Heidelberg Hbf – Vaihingen (Enz) – Stuttgart Hbf |

## Kapcsolódó állomások
A vasútállomáshoz az alábbi állomások vannak a legközelebb:
- Berlin-Hohenschönhausen station (Templin Stadt railway station, RB 12 (Berlin/Brandenburg))
- Berlin Ostkreuz (Berlin Ostkreuz, RB 12 (Berlin/Brandenburg))
- Berlin Ostkreuz (Berlin Ostkreuz, RB 25)
- Regionalbahnhof Berlin-Ahrensfelde (Werneuchen station, RB 25)
- Berlin Ostkreuz (Berlin Ostkreuz, RB 26 (Berlin/Brandenburg))
- Mahlsdorf railway station (Kostrzyn station, RB 26 (Berlin/Brandenburg))
- Berlin-Hohenschönhausen (Oranienburg station, RB 32)
- Berlin Ostkreuz (Bahnhof Schönefeld (bei Berlin), RB 32)
- Ahrensfelde station